# Siegburg
Siegburg – miasto powiatowe w zachodnich Niemczech, w kraju związkowym Nadrenia Północna-Westfalia, w rejencji Kolonia, siedziba powiatu Rhein-Sieg. 
Siegburg leży po prawej stronie Renu, w odległości ok. 10 km od Bonn i ok. 26 km od Kolonii.
Nazwa miasta pochodzi od przepływającej przez miasto rzeki Sieg. W dosłownym tłumaczeniu nazwa miasta oznacza zwycięski zamek, od Sieg (pol. zwycięstwo) i Burg (pol. zamek).
Na wzgórzu ponad miastem wznosi się opactwo Siegburg z kościołem św. Michała, istniejące od XI w.
W mieście rozwinął się przemysł maszynowy, metalowy oraz chemiczny.

## Miasta partnerskie
- Bolesławiec